# 刘大业
刘大业（1964年2月—），男，汉族，青海互助人，中华人民共和国政治人物。现任青海省政协副主席、秘书长。